# Kertesziomyia aenous
Kertesziomyia aenous är en tvåvingeart som beskrevs av Enrico Adelelmo Brunetti 1907. Kertesziomyia aenous ingår i släktet Kertesziomyia och familjen blomflugor.
Artens utbredningsområde är Nepal. Inga underarter finns listade i Catalogue of Life.